# Kouprey
De kouprey (Bos sauveli) is een ernstig bedreigd wild rund uit Zuidoost-Azië, soms geplaatst in het ondergeslacht Novibos. De soort werd pas in 1937 voor het eerst beschreven. Het is een van de zeldzaamste runderen.

## Kenmerken
De kouprey is een stevig rund. Oudere stieren hebben een zeer donkerbruine tot zwarte vachtkleur met soms enkele grijze vlekken, bij koeien en jonge stieren is de vacht grijs. Kalveren hebben een bruine vacht. Beide geslachten hebben een vuilwitte buik en kousen. De kouprey heeft lange hoorns. Bij koeien zijn de hoorns liervormig en sterk gedraaid, tot veertig centimeter lang. Bij stieren krommen de hoorns naar voren. Deze kunnen tot tachtig centimeter lang worden. Als de stieren een jaar of drie oud zijn, gaan de hoornpunten rafelen. Door de vorm van de hoorns kan de stier deze rafels niet afschuren. Ze buigen voorwaarts. Bij de stier kan de keelkwab ("kossem") bijzonder groot worden, tot veertig centimeter lang. De keelkwab hangt bij sommige individuen tot op de grond. Bij koeien worden deze kossems minder groot.
De kouprey wordt 210 tot 225 centimeter lang, 150 tot 200 centimeter hoog en 700 tot 900 kilogram zwaar. De staart is vrij lang, 100 tot 110 centimeter lang. De stier is groter dan de koe. Hij heeft een schofthoogte van gemiddeld 190 centimeter, de koe is over het algemeen kleiner.

## Leefwijze
De kouprey leeft waarschijnlijk in kleine kudden in los groepsverband. Soms mengen deze kudden met andere runderen, als waterbuffel en banteng. Oudere stieren leven in vrijgezellengroepen. Ze leggen grote afstanden af, tot vijftien kilometer op een nacht. In het droge seizoen leven ze in gemengde kudden, bestaande uit tot twintig dieren. Ze mijden dan de hitte door op het heetst van de dag te schuilen in dichte bossen. In het regenseizoen trekken ze waarschijnlijk de bergen in. De kouprey is een grazer, die voornamelijk van gras en zegge leeft.

## Verspreiding
Hij komt oorspronkelijk voor in open loofbossen en beboste savannes, met veel neerslag, vlak of licht golvend terrein en de aanwezigheid van waterpoelen en zoutlikplaatsen, die ze regelmatig bezoeken. Het verspreidingsgebied strekte zich uit over Laos, Vietnam, Cambodja en aangrenzend Thailand. Tegenwoordig leeft de soort waarschijnlijk enkel nog in Cambodja, waar hij zeer zeldzaam is. Belangrijke oorzaken van de achteruitgang zijn stroperij, habitatvernietiging, ziekten van huisdieren en oorlogen.